# Pusti Hrib
Pusti Hrib je naselje v Občini Ribnica.